# جوزيف إدوارد كونولي
جوزيف إدوارد كونولي (بالإنجليزية: Joseph Edward Connolly)‏ هو عسكري أمريكي، ولد في 1 يونيو 1904 في نيويورك في الولايات المتحدة، وتوفي في 9 أكتوبر 1942 في جوادالكانال في جزر سليمان.